# Lâu đài Eger
Lâu đài Eger (tiếng Hungary: Egri vár) là một lâu đài có lịch sử hào hùng, nổi bật với trận vây hãm Eger vào năm 1552 đã phần nào giúp Hungary ngăn chặn được sự bành trướng của Đế chế Ottoman hùng mạnh lúc bấy giờ. Lâu đài này tọa lạc ở Eger - thành phố lớn thứ hai ở miền Bắc Hungary.

## Lịch sử
Lâu đài đầu tiên ở Eger đã bị phá hủy trong cuộc xâm lược của người Mông Cổ vào năm 1241. Sau đó, lâu đài được xây dựng lại ở một địa điểm khác; đó là trên ngọn đồi ở phía đông Eger ngày nay. Kể từ đó, lâu đài Eger đóng vai trò quan trọng trong hệ thống pháo đài biên giới. Vào năm 1552, một đội quân Ottoman gồm 35.000 - 40.000 binh sĩ đã vây hãm lâu đài Eger trong khi lâu đài chỉ có 2.100 - 2.300 quân phòng thủ. Kết quả ngược lại là quân đội Đế chế Ottoman bị thương vong nặng nề. Trong khi, còn khoảng 1.700 quân phòng thủ ở lâu đài Eger sống sót sau cuộc vây hãm. Đến năm 1596, quân đội Ottoman mới thành công chiếm được lâu đài này. Vào năm 1701, hệ thống công sự bên ngoài lâu đài bị phá hủy theo sắc lệnh của triều đình lúc bấy giờ. Kể từ đầu thế kỷ 20, các công tác khai quật khảo cổ nhiều lần diễn ra tại khu vực lâu đài. Hiện nay, sau nhiều lần cải tạo, lâu đài Eger đang là một trong những địa điểm tham quan thu hút du khách yêu thích lịch sử ở địa phương.